# John Jones (graveur)
Pour les articles homonymes, voir John Jones et Jones.
John Jones (vers 1755 - 1797) est un graveur en manière noire et pointillé et un éditeur britannique.

## Biographie
John Jones est né entre 1745 et 1755. Il s'installe à Londres en 1783.
En 1790, il est fait graveur extraordinaire du prince de Galles, le futur George IV, puis devient le graveur principal du duc Frederick d'York.
John Jones a notamment influencé Charles Turner et George Jones (en), ce dernier étant son fils.

## Œuvre

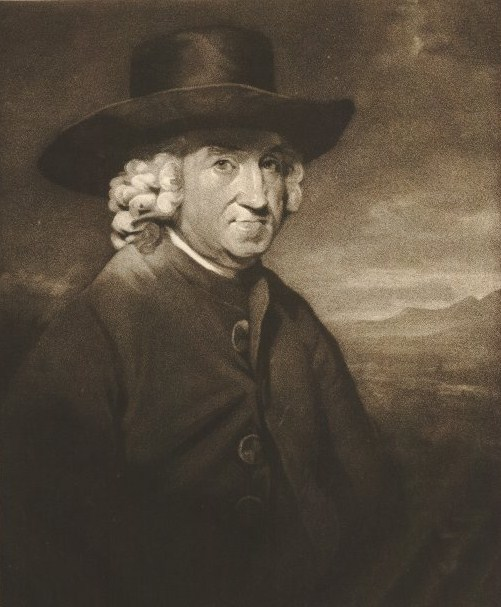
Portrait de William Tytler à la manière noire.

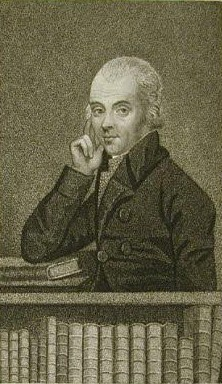
Portrait de Henry Homer au pointillé.

John Jones a produit un grand nombre de planches, principalement d'après des portraits de Joshua Reynolds et George Romney et d'autres peintres contemporains. Il édite lui-même ses estampes, qu'il expose à l'Incorporated Society of Artists de 1775 à 1791.
Ses manières noires les plus notables sont des portraits de:
- Signora Baccelli la danseuse et Richard Warren, médecin, d'après Thomas Gainsborough ;
- James Balfour[3] et William Tytler (en)[4] d'après Henry Raeburn
- John Barker, James Boswell, George James Cholmondeley, Charles James Fox, Lord Hood, Fanny Kemble, William Pitt et Anna Maria Tollemache, d'après Joshua Reynolds
- Ynyr Burges, Edmund Burke et le duc et la duchesse de Marlborough, d'après George Romney
- William Thomas Lewis (en) en tant que Marquis dans Midnight Hour (adapté par Elizabeth Inchbald de l'original français)[5] d'après Martin Archer Shee, ainsi que le Blenheim Theatricals, d'après James Roberts (en), des sujets de personnages d'après George Carter (en), William Redmore Bigg (en), Henry Fuseli et d'autres[1].

Il a aussi gravé d'après des dessins de Henry William Bunbury.
John Jones a gravé au pointillé:
- Thomas King (en) et Elizabeth Farren en tant que Sir Peter et Lady Teazle, d'après John Downman (en)
- Serena, d'après Romney
- Robinetta, Muscipula, la diseuse de bonne-aventure, et un portrait du Duc de York, d'après Reynolds

La veuve de John Jones a édité en 1800 l'estampe View from Richmond Hill d'après Reynolds (1796).